# 王玄載
王 玄載（おう げんさい、413年 - 488年）は、南朝宋から斉にかけての軍人。字は彦休。本貫は太原郡祁県。

## 経歴
東莞郡太守の王蕤（上谷郡太守の王宰の子）の子として生まれた。南朝宋の江夏国侍郎・太宰行参軍を初任とした。泰始元年（465年）、長水校尉となった。泰始2年（466年）、張永の下で彭城の薛安都を攻撃した。宋軍が敗れると、玄載は軍を率いて下邳城に拠り、北魏の攻勢をはばんだ。仮の冠軍将軍の号を受けた。泰始3年（467年）、持節・監徐州豫州梁郡諸軍事・寧朔将軍・平胡中郎将・徐州刺史に任じられた。北魏の孔伯恭が宋の沈攸之の軍を破ると、玄載は北魏の尉元の勧告を容れて、下邳を放棄して撤退した。まもなく山陽東海二郡太守を兼ねた。
泰始5年（469年）、青兗二州刺史に転じた。泰始7年（471年）、再び徐州刺史となり、都督徐兗二州諸軍事・鍾離郡太守を兼ねた。左軍将軍の号を受けた。寧朔将軍・歴陽郡太守に任じられ、持節・都督南豫州諸軍事・冠軍将軍・南豫州刺史に転じた。撫軍司馬となった。元徽元年（473年）10月、持節・都督梁南北秦三州諸軍事・冠軍将軍・西戎校尉・梁秦二州刺史として出向した。征虜将軍に進んだ。元徽4年（476年）1月、都督益寧二州諸軍事・益州刺史・建寧郡太守に転じた。昇明元年（477年）、沈攸之の乱が起こると、玄載は蕭道成に味方して、後軍将軍の号を受け、鄂県子に封じられた。
建元元年（479年）、斉が建国されると、玄載は左民尚書となった。建元2年（480年）、北魏の侵攻を受けて、南兗州刺史の王敬則が建康に逃走してくると、玄載は広陵に派遣されて、仮節・平北将軍・行南兗州事の位を加えられた。垣崇祖らが魏軍を撃退すると、玄載は光禄大夫・員外散騎常侍の位を受けた。永明4年（486年）、持節・監兗州縁淮諸軍事・平北将軍・兗州刺史となった。
永明6年（488年）、死去した。享年は76。諡は烈子といった。

## 伝記資料
- 『南斉書』巻27 列伝第8
- 『南史』巻16 列伝第6